# Palau Zorzi
El Palau Zorzi, també conegut com Palau Zorzi Galeoni  o Palau Zorzi a San Severo, és un edifici històric de Venècia, situat al barri de Castello de San Severo, entre la Salizada Zorzi i el Rio di San Severo.

## Història
Marco Zorzi, sobrenomenat "Pinza d'Oro"  per la seva fortuna i habilitats empresarials, va intervenir cap a finals del segle XV per refer completament el palau preexistent, que havia estat construït en un terreny comprat pels germans Giovanni i Francesco Zorzi a finals del segle XIV. El pla de Jacopo de' Barbari de l'any 1500 mostra el nou palau encara en construcció, però se suposa que el projecte va ser confiat a Mauro Codussi  (arquitecte, entre altres coses, de la propera església de Santa Maria Formosa ) poc després del 1480, atès que Codussi va morir el 1504. Francesco Sansovino el 1581 el va descriure com "el palau de la família Giorgia cobert de marbre blanc".
El 1997 el palau va ser adquirit per l'Ajuntament de Venècia i, després de cinc anys de restauració que va esborrar tot rastre de les antigues decoracions internes, en un estat terrible després d'anys d'abandonament, des del 2002 és la seu regional de la UNESCO. Fins al 2015, aquest edifici va acollir l'Associació de Comitès Privats per a la Salvaguarda de Venècia, dirigida durant 26 anys per Alvise Zorzi, descendent de la mateixa família que va fundar el palau.

## Descripció
Destaca pel seu revestiment de pedra d'Ístria molt blanca al costat de l'anterior Palau Zorzi Bon gòtic i ja mostra unes línies decididament renaixentistes. El pla angular és particular, cosa que va portar a la construcció, molt rara a Venècia, d'un portego (la sala principal) en forma de L.
El palau, a més d'un pati interior amb un pou, incloïa una gran ala al llarg de la salizada, ara gairebé completament ocupada pel restaurant "Al Giardinetto da Severino", que compta amb una antiga llar de foc decorada amb un gran escut d'armes dels Zorzi en una de les habitacions. El mateix pati, ara restaurant i antigament seu d'una pista de bitlles, era originalment el gran jardí del palau, al qual s'accedia des d'un balcó adjacent al porxo.

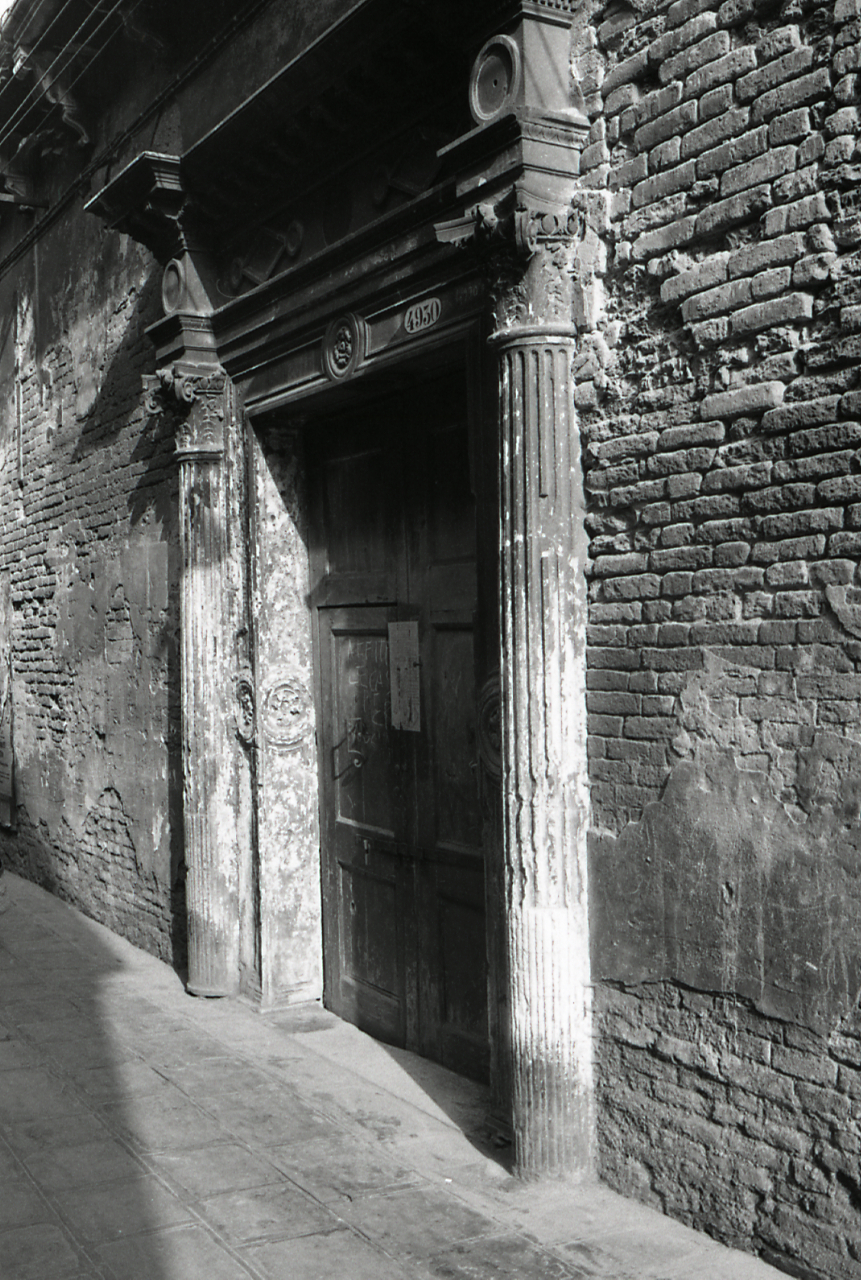
El portal d'entrada, en una foto de Paolo Monti de 1977
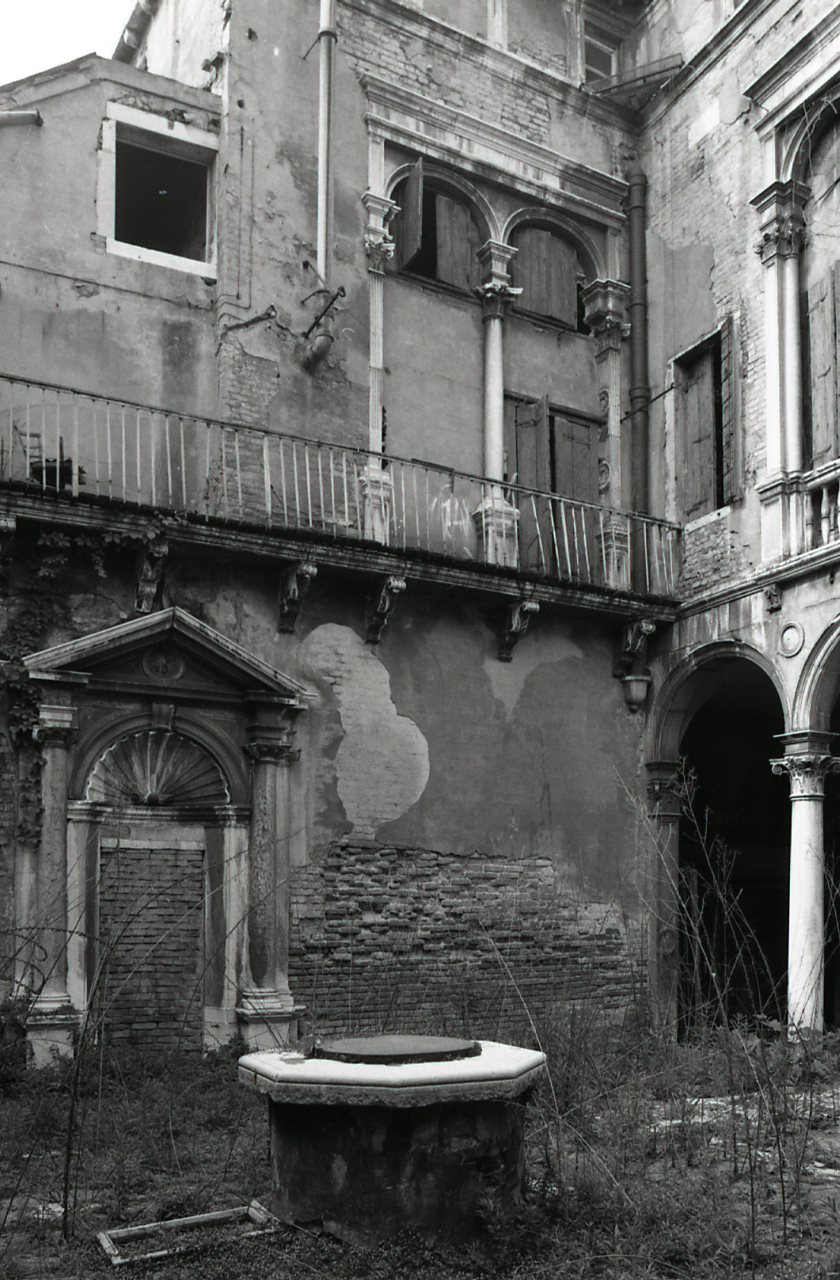
El pati interior en una foto de Paolo Monti de 1977